# Metabolic Balance
Metabolic Balance ist eine Ernährungsweise, die von Wolf Funfack (1946–2013) und Silvia Bürkle entwickelt wurde und von der Metabolic Balance GmbH & Co. KG mit Sitz in Isen vertrieben wird. Das lizenzgebende Unternehmen stellt den ganzheitlichen Aspekt des körperlichen Wohlfühlens in den Vordergrund und bezeichnet die Gewichtsabnahme lediglich als erwünschten Nebeneffekt. Metabolic Balance steht aufgrund seiner mangelnden wissenschaftlichen Standards in der Kritik.

## Vorbereitung
Für die Ernährungsumstellung wird ein persönlicher Nahrungsmittelrahmenplan erstellt. Zu diesem Zweck werden 36 Blutwerte analysiert, die persönlichen Daten des Teilnehmers (seine Körpermaße, Gewicht, medizinische Historie, Medikamente, Vorlieben und Abneigungen für Nahrungsmittel) mittels eines firmeneigenen Computerprogramms ausgewertet und anhand der Ausgangsdaten von den jeweiligen Betreuern nochmals überprüft. Der Rahmenplan enthält neben den erlaubten Nahrungsmitteln auch Verhaltensregeln und wird von den selbstständigen Betreuern, meist Ärzte oder Heilpraktiker mit erläuternden Bemerkungen in einem persönlichen Gespräch an den Teilnehmer des Programms übergeben.

## Die Diät

### Phase 1: Vorbereitungsphase
Der Körper wird mittels leichter Nahrung und einer Darmentleerung durch ein Abführmittel oder durch einen Einlauf auf die eigentliche Diät vorbereitet.
Die Vorbereitungsphase dauert 2 Tage.

### Phase 2: strenge Umstellungsphase
Alle Nahrungsmittel sind in bestimmte Kategorien eingeteilt, zum Beispiel Fleisch, Fisch, Meeresfrüchte, Geflügel, Gemüse, Obst etc. Zu jeder Mahlzeit wird ein eiweißhaltiges Nahrungsmittel mit einem kohlenhydrathaltigen (hochmolekular) kombiniert, wobei die jeweiligen Mengen vorgegeben sind. Zusätzlich darf eine individuell bestimmte Menge Roggen-Vollkornbrot oder Roggen-Knäckebrot sowie eine Sorte Obst gegessen werden. Die erlaubten Lebensmittel in den jeweiligen Kategorien und Mengen werden auf Grund persönlicher Daten und Laborwerte festgelegt. Die Phase dauert mindestens 14 Tage.

### Phase 3: gelockerte Phase
Die Kategorien und Nahrungsmittel sind gegenüber der Phase 2 erweitert. Die Teilnehmer erproben außerdem anhand der durch die strenge Umstellungsphase gewonnenen Erfahrungen selbst die individuell richtigen Nahrungsmengen. Ebenso ist einmal in der Woche ein Verstoß gegen den Diätplan erlaubt und empfohlen. Gleichzeitig soll vorsichtig mit nicht aufgeführten Lebensmitteln experimentiert werden, wobei gewährleistet werden soll, dass die Nahrungsmittel naturbelassen sind und eine niedrige glykämische Last aufweisen.

### Phase 4: Erhaltungsphase
Die in den vorangehenden Phasen erlernten acht Grundregeln sollen beibehalten werden. Der Diäter sollte besonderen Augenmerk auf gesunde Ernährung halten.

### Allgemeines
Die Diätpläne umfassen eine Einnahme von 30 bis 35 ml Wasser pro Kilogramm Körpergewicht am Tag, wie von den meisten Ernährungsgesellschaften empfohlen. Die Zusammenstellung der Nahrungsmittel hält die glykämische Last niedrig. Ebenso kann der Diäter jederzeit in eine frühere Phase wechseln oder wieder von vorn anfangen. Die Empfehlung der primären Nährstoffe ist ausgewogen mit Kohlenhydrate circa 45 %, Fette circa 35 %, Proteine 20 %. Die Essensmengen decken in etwa den individuellen Grundumsatz ab.

## Wirtschaftliche Betrachtungen
Das Unternehmen vergibt Lizenzen in mehr als dreißig Länder und bildete mehr als 2500 Betreuer aus. Die noch aktiven Betreuer zahlen neben den Kosten für die einzelnen Ernährungspläne auch eine jährliche Lizenzgebühr.
Nach Aussage von Funfack erstellt das Unternehmen mit dem Computerprogramm jeden Monat bis zu 2.000 Diätpläne weltweit, für die die Betreuer je 80 € zahlen. Das Unternehmen empfiehlt, die Diät dem Endkunden nicht unter 360 € anzubieten, da die individuelle Teilnehmerbetreuung einen wichtigen Teil des Programms darstellt und mindestens zehn Termine umfassen sollte.

## Kritik
Da die Hersteller das Programm als Betriebsgeheimnis behandeln, ist unbekannt, nach welchen Kriterien das Computerprogramm die Nahrungspläne erstellt. Das macht es schwierig, eine wissenschaftlich fundierte Aussage zu treffen. Aufgrund dieser Intransparenz und angesichts des relativ hohen Preises, warnt die Verbraucherzentrale Bayern vor Metabolic Balance.
Das Hochrhein-Institut für Rehabilitationsforschung Bad Säckingen führte im Auftrag des Unternehmens eine Zwölfmonatsstudie durch, um die Wirksamkeit festzustellen. Die Ergebnisse liegen seit Oktober 2009 vor. So wurde ermittelt, dass in 12 Monaten durchschnittlich 4,4–6,8 kg abgenommen werden kann, was als erfolgreich bewertet wird. Dabei ist jedoch zu beachten, dass dies nicht zwangsläufig auf den computergenerierten Plan zurückzuführen ist, sondern genauso gut an der strengen Selbstdisziplin liegen kann, die man aufgrund der hohen Kosten bereit ist einzuhalten. Nach Angaben der Süddeutschen Zeitung arbeitet das Institut zudem nicht unabhängig von Funfacks Metabolic Balance GmbH, sondern sei vielmehr selbst deren „Auftragnehmer“ und entwickele für die GmbH (Stand: 23. August 2011) ein Qualitätssicherungsprogramm.
Da die Teilnehmer nicht auf lange Sicht lernen, sich grundsätzlich anders zu ernähren und ausreichend körperlich zu bewegen, ist nach kurzer Zeit mit einem Jojo-Effekt zu rechnen. Metabolic Balance wird daher aus ernährungsmedizinischer Sicht nicht empfohlen.